# Cotonú
Cotonú (del francés: Cotonou) es la principal y mayor ciudad de Benín y sede del gobierno del país y la capital económica, aunque la capital oficial se encuentra en Porto Novo. El aeropuerto de Cotonú y diversas vías de comunicación por carretera y ferrocarril lo convierten en el principal centro de comunicaciones del país. La ciudad se encuentra en el sureste del país, entre el Océano Atlántico y el Lago Nokoué, alrededor de la laguna Cotonú (que en realidad es un estrecho) y es conocida principalmente como un importante puerto, sobre todo gracias al Puerto Autónomo de Cotonú, y alberga también un aeropuerto y un ferrocarril con destino a Parakou. Entre las estampas típicas de la ciudad destacan las motocicletas-taxis conocidas como zémidjans.

## Historia
El nombre Cotonou significa la desembocadura del río de la muerte en idioma fon. A principios del siglo XIX, Cotonú era una pequeña localidad pesquera. La ciudad estaba dominada por el reino de Dahomey desde el siglo XVIII. En 1851 los franceses firmaron un tratado con el rey Ghezo de Dahomey por el que obtenían permiso para establecer un puesto comercial en Cotonú. Durante el gobierno del sucesor de Ghezo, Glele (entre 1858 y 1889), el territorio fue cedido a Francia por un tratado firmado el 19 de mayo de 1868. En 1883, la armada francesa ocupó la ciudad para evitar la conquista británica de la zona. Tras la muerte del rey Glele en 1889, su hijo Behanzin intentó sin éxito recusar el tratado. Desde entonces, la ciudad ha experimentado un rápido crecimiento.

## Geografía
Cotonú está en la franja costera entre el Lago Nokoué y el océano Atlántico. La ciudad está dividida en dos por un canal, la laguna de Cotonú, excavada por los franceses en 1855. En esta área hay tres puentes. El Río Ouémé desemboca en el Océano Atlántico en Cotonú.
La ciudad ha establecido una infraestructura de transporte que incluye rutas aéreas, marítimas, fluviales (a Porto Novo) y terrestres que facilitan el comercio con sus vecinos Nigeria, Níger, Burkina Faso y Togo.
La erosión costera se ha observado durante varias décadas. Empeoró en 1961 tras la construcción de la presa de Nangbeto y el puerto de Cotonú en aguas profundas. Un proyecto piloto financiado por el Programa de las Naciones Unidas para el Medio Ambiente (PNUMA) reveló que en 40 años, la costa al este de Cotonú se había retirado 400 metros. Esta erosión ha llevado a muchas personas a abandonar sus hogares a lo largo de la costa.

### Clima
Cotonú tiene un clima tropical de sabana y seco (según la clasificación climática de Köppen, Aw) alternando con dos estaciones lluviosas (abril-julio y septiembre-octubre, 800 a 1200 mm (47 pulgadas) de lluvia por año) y dos estaciones secas. En diciembre y enero, la ciudad se ve afectada por los vientos harmattan. Las temperaturas son relativamente constantes durante todo el año, con temperaturas medias altas que rondan los 30 °C (86 °F) y temperaturas bajas promedio de alrededor de 25 °C (77 °F).
| Parámetros climáticos promedio de Cotonú | Parámetros climáticos promedio de Cotonú | Parámetros climáticos promedio de Cotonú | Parámetros climáticos promedio de Cotonú | Parámetros climáticos promedio de Cotonú | Parámetros climáticos promedio de Cotonú | Parámetros climáticos promedio de Cotonú | Parámetros climáticos promedio de Cotonú | Parámetros climáticos promedio de Cotonú | Parámetros climáticos promedio de Cotonú | Parámetros climáticos promedio de Cotonú | Parámetros climáticos promedio de Cotonú | Parámetros climáticos promedio de Cotonú | Parámetros climáticos promedio de Cotonú |
| Mes                                      | Ene.                                     | Feb.                                     | Mar.                                     | Abr.                                     | May.                                     | Jun.                                     | Jul.                                     | Ago.                                     | Sep.                                     | Oct.                                     | Nov.                                     | Dic.                                     | Anual                                    |
| ---------------------------------------- | ---------------------------------------- | ---------------------------------------- | ---------------------------------------- | ---------------------------------------- | ---------------------------------------- | ---------------------------------------- | ---------------------------------------- | ---------------------------------------- | ---------------------------------------- | ---------------------------------------- | ---------------------------------------- | ---------------------------------------- | ---------------------------------------- |
| Temp. máx. abs. (°C)                     | 36.1                                     | 38.6                                     | 36.0                                     | 35.4                                     | 39.0                                     | 33.0                                     | 33.5                                     | 31.8                                     | 31.6                                     | 33.4                                     | 35.4                                     | 36.6                                     | 39.0                                     |
| Temp. máx. media (°C)                    | 30.8                                     | 31.6                                     | 31.9                                     | 31.6                                     | 31.0                                     | 29.2                                     | 28.0                                     | 27.8                                     | 28.4                                     | 29.6                                     | 30.9                                     | 30.8                                     | 30.1                                     |
| Temp. media (°C)                         | 27.3                                     | 28.5                                     | 28.9                                     | 28.6                                     | 27.8                                     | 26.5                                     | 25.8                                     | 25.6                                     | 26.0                                     | 26.7                                     | 27.6                                     | 27.3                                     | 27.2                                     |
| Temp. mín. media (°C)                    | 23.8                                     | 25.4                                     | 25.9                                     | 25.6                                     | 24.6                                     | 23.7                                     | 23.7                                     | 23.4                                     | 23.6                                     | 23.8                                     | 24.3                                     | 23.8                                     | 24.3                                     |
| Temp. mín. abs. (°C)                     | 17.0                                     | 17.9                                     | 18.5                                     | 20.7                                     | 19.6                                     | 20.0                                     | 18.8                                     | 19.8                                     | 20.0                                     | 19.1                                     | 21.0                                     | 17.9                                     | 17.0                                     |
| Precipitación total (mm)                 | 9                                        | 37                                       | 74                                       | 137                                      | 197                                      | 356                                      | 147                                      | 65                                       | 99                                       | 127                                      | 41                                       | 20                                       | 1308                                     |
| Días de precipitaciones (≥ 1 mm)         | 1                                        | 2                                        | 4                                        | 7                                        | 11                                       | 15                                       | 8                                        | 5                                        | 8                                        | 8                                        | 4                                        | 2                                        | 75                                       |
| [cita requerida]                         |                                          |                                          |                                          |                                          |                                          |                                          |                                          |                                          |                                          |                                          |                                          |                                          |                                          |

## Demografía
Aunque los datos oficiales indican que la ciudad cuenta con 761.137 habitantes, algunas estimaciones extraoficiales señalan que la ciudad podría tener más de 1,2 millones. La población de Cotonú era en 1960 de tan sólo 70.000 habitantes. La zona urbana sigue expandiéndose notablemente hacia el oeste.

## Economía e infraestructura

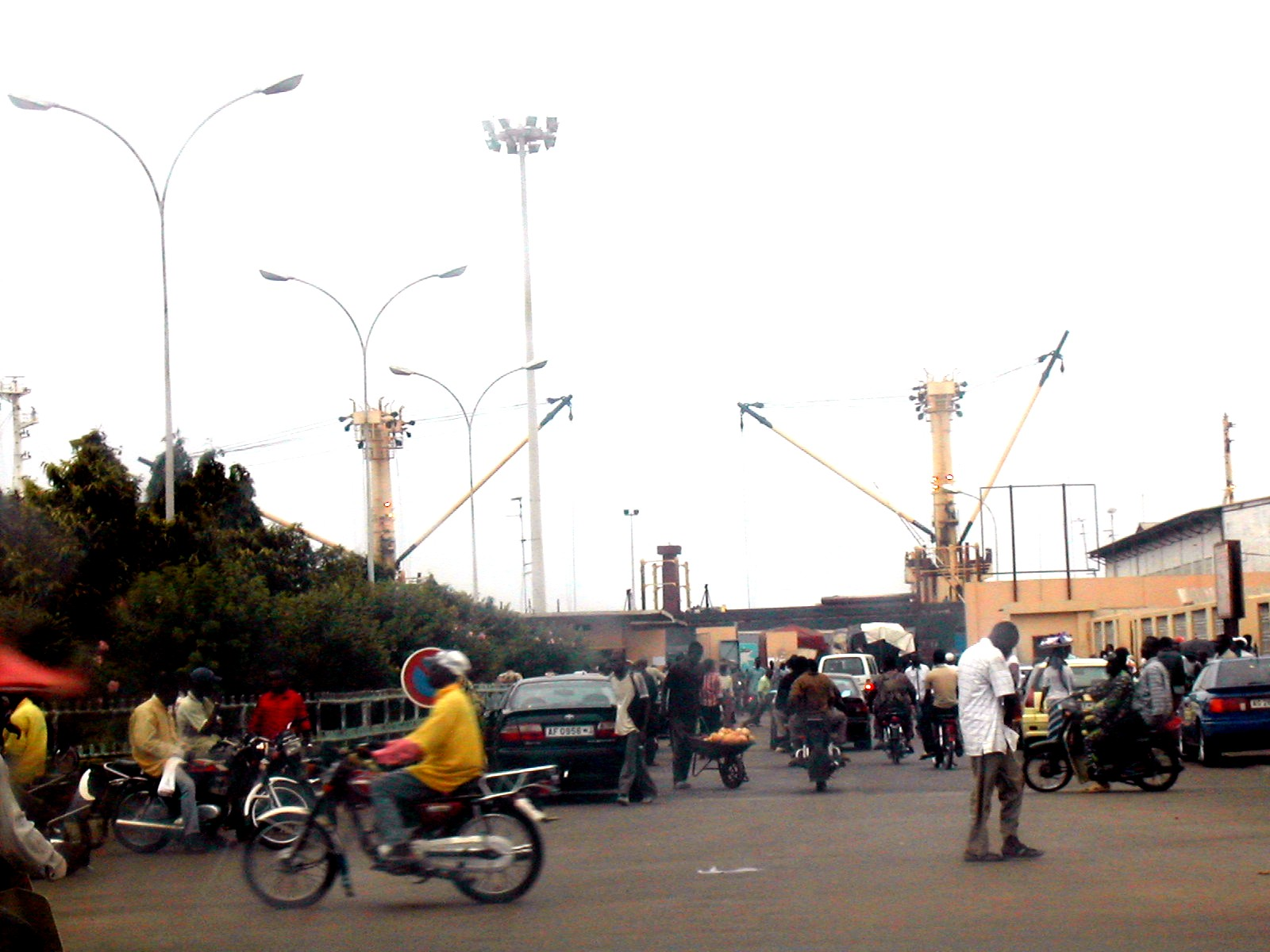
Vista de la zona portuaria de Cotonú.

El Puerto Autónomo de Cotonú es uno de los mayores del África Occidental. La ciudad está conectada con Parakou, en el norte del país, por el ferrocarril Benín-Níger. El Aeropuerto Internacional de Cotonú presta servicio a las capitales de la región y las comunica con Francia, así como con las principales ciudades del país como Parakou, Kandi, Natitingou, Djougou y Savè. Cuenta con conexiones por carretera con algunos de los países vecinos, como Nigeria, Burkina Faso, Níger y Togo.
Debido a estas infraestructuras, Cotonú se ha convertido en una encrucijada y punto central para el comercio de África Occidental. La Guerra Civil de Costa de Marfil provocó que el comercio de Abiyán fuera absorbido por Cotonú. La ciudad es llamada "ciudad-mercado", ya que posibilita el comercio con los estados africanos del interior como Malí, Burkina Faso y Níger. Además del puerto, hay una zona franca en el interior de la ciudad para ser usada por los estados sin salida al mar. Sin embargo, en la ciudad abunda la corrupción y el mercado negro, especialmente con la vecina Nigeria. Cotonú puede ser considerada la capital económica del país, ya que cuenta con dos terceras partes de las industrias de Benín, y es la sede de las mayores empresas y bancos del país.
Entre los productos que se manufacturan en la ciudad está el pastel y el aceite de palma, la cerveza, textiles y el cemento. También se ensamblan vehículos de motor y bicicletas, y existen varios aserraderos. Se exportan productos derivados del petróleo, bauxita y hierro.

## Lugares de culto

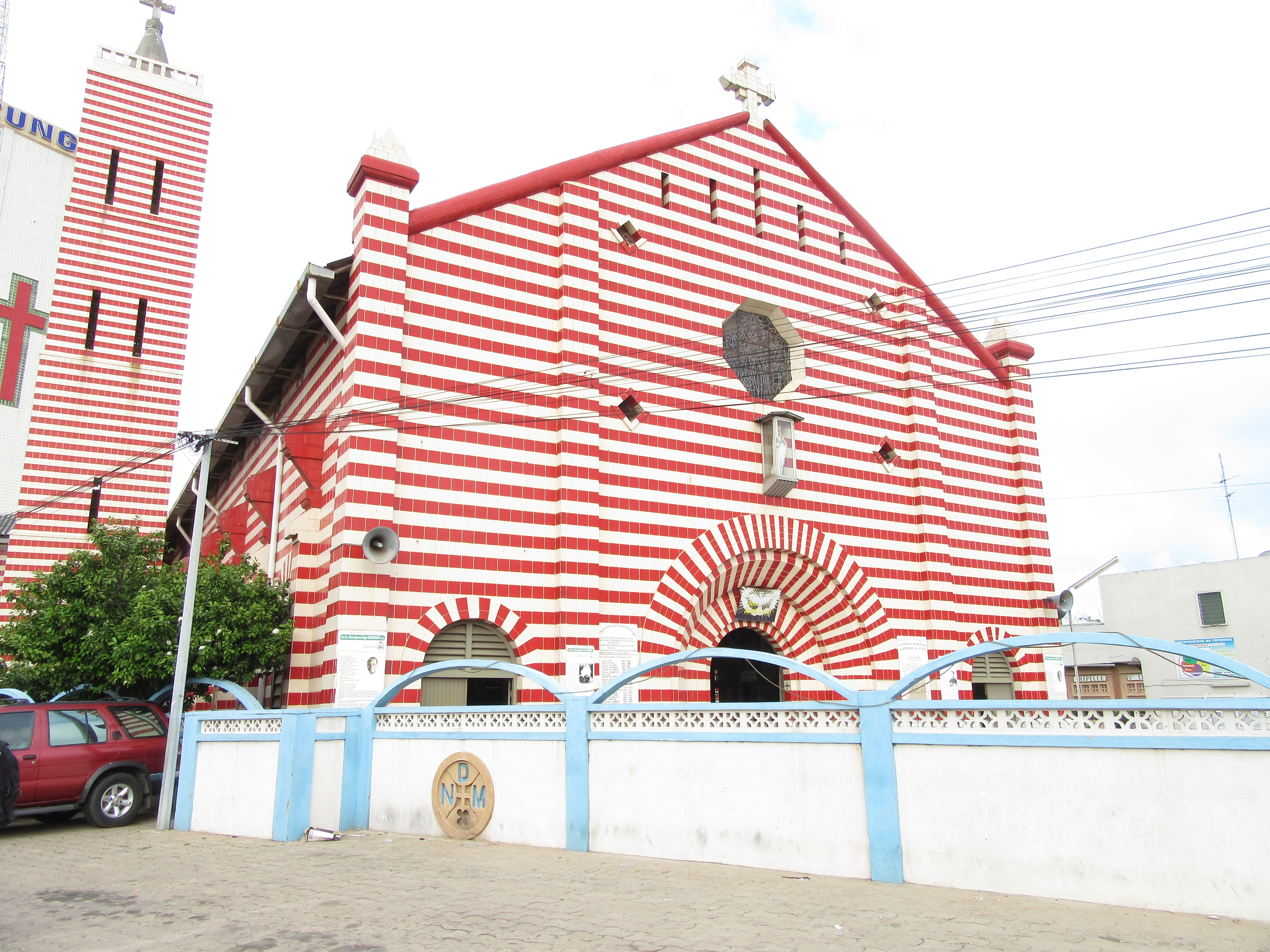
Catedral de Nuestra Señora de la Misericordia de Cotonú (Iglesia católica)
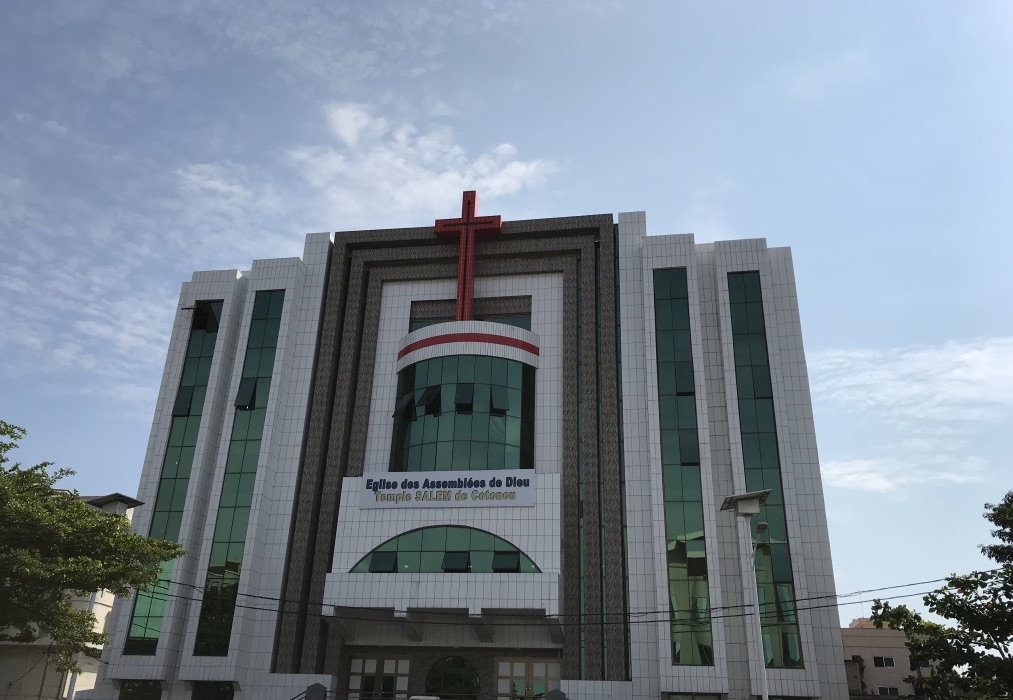
Temple Salem de Cotonou (Asambleas de Dios)
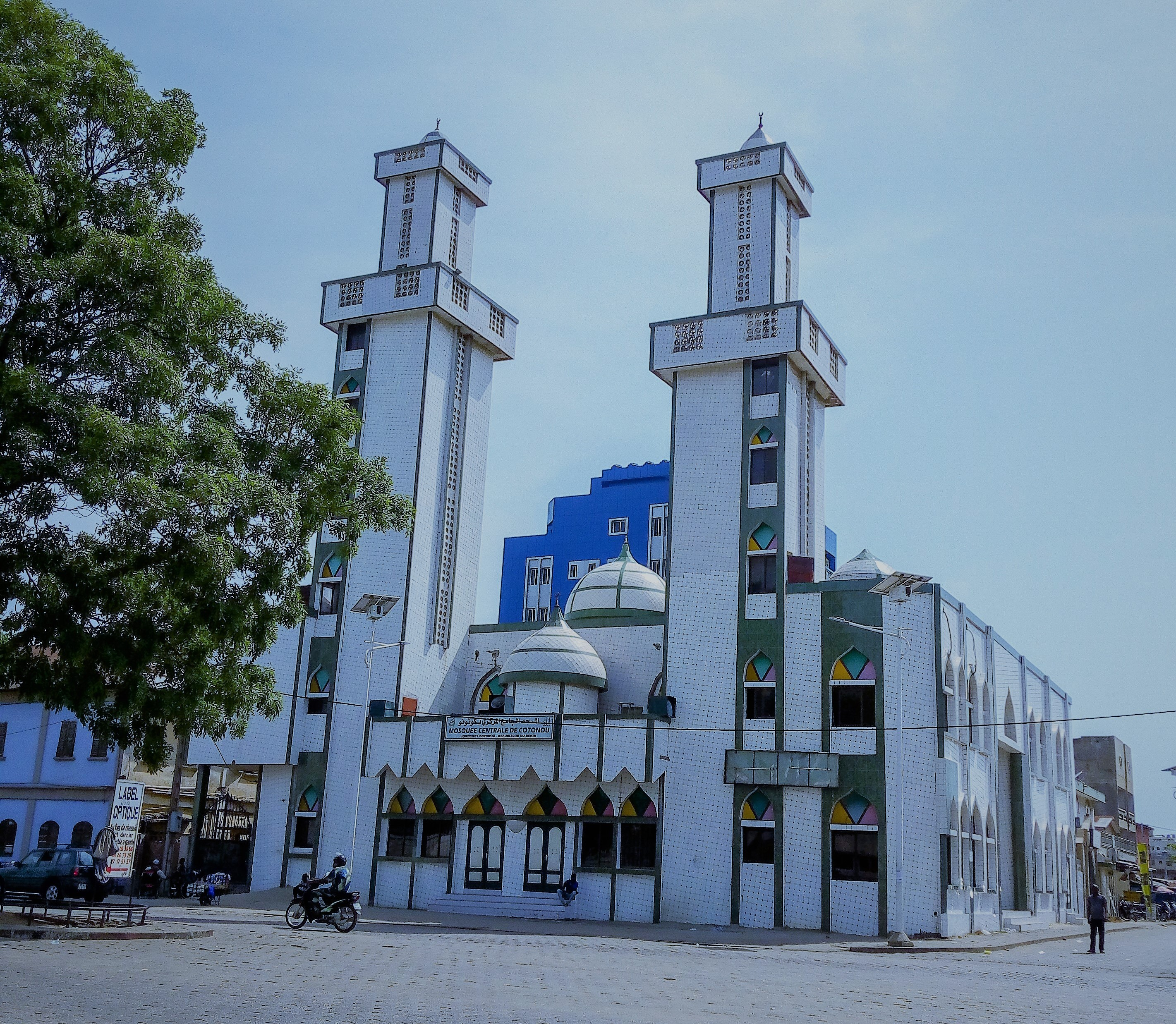
Mosquée centrale de Cotonou (Islam)

Entre los lugares de culto, se encuentran principalmente iglesias y templos cristianos : Archidiócesis de Cotonú (Iglesia católica), Église Protestante Méthodiste du Bénin (Consejo Metodista Mundial), Église du christianisme céleste, Union des Églises Baptistes du Bénin (Alianza Mundial Bautista), Living Faith Church Worldwide, Redeemed Christian Church of God, Asambleas de Dios. También hay mezquitas musulmanas.